# Novela epistolar

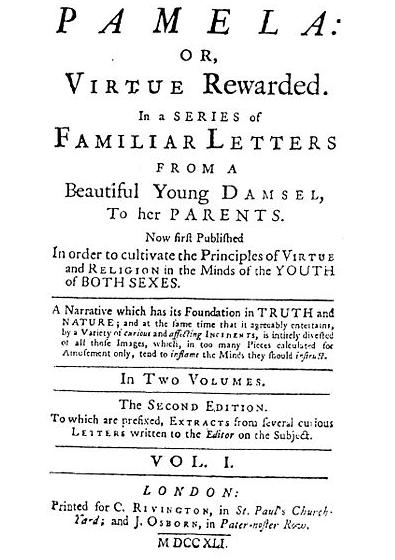
Portada de la segunda edición de la novela epistolar de Samuel Richardson Pamela o la virtud recompensada (1740), la más exitosa novela epistolar del, fundamental en la popularización del género

La novela epistolar es una de las formas del subgénero literario denominado novela, perteneciente a su vez al archigénero o género universal de la narrativa o épica. Pero entre los personajes no hay diálogos ni narraciones, sino cartas. Puede existir un narrador exterior a lo que las cartas cuentan o no. En todo caso, el protagonista, único o colectivo, es ficticio y se dirige por escrito mediante cartas (también llamadas epístolas) a una segunda o segundas personas que a su vez pueden dirigirse a él y a otros personajes, y narrar vicisitudes o incorporar diálogos dentro de las cartas, pero siempre desde su criterio o punto de vista, distinto al de los otros personajes. Aunque el género cuenta con antiguos precedentes, se usó sobre todo en el siglo XVIII y se desarrolló notablemente después.

## Características
Se diferencia del epistolario o mera colección de cartas en que:
1. Suele desarrollar un argumento, o al menos lo tiene como pretexto para disertar
2. Los corresponsales son ficticios, no reales.

La historia involucra a un grupo de personajes o corresponsales en un cronotopo o espacio-tiempo donde pueden cruzarse, yuxtaponerse y chocar varias perspectivas sobre los hechos aludidos o descritos.
Existen variantes del género de orden temático y formal. La perspectiva puede ser única (por ejemplo, pueden ser cartas escritas por un solo personaje central a unos destinatarios fijos, como en la Pamela (1740) de Samuel Richardson, cuya protagonista escribe a sus padres sobre los acosos que sufre), o bien puede ser múltiple, de todos los personajes involucrados,  como hace Aphra Behn en sus Cartas de amor entre un noble y su hermana (1684, 1685 y 1687, 3 vols.) o el mismo Samuel Richardson en su Clarissa Harlowe (1748). En el primer caso se trata de lo que Spang llama novela epistolar monológica, en el segundo de polilógica. También da cabida a una tercera forma mixta, la que incluye las cartas dentro de una narración convencional más abierta en tercera persona, como ocurre en Los idus de marzo (1948) de Thornton Wilder, que, aparte de ser una novela histórica, es epistolar polilógica "por diversas razones dado que reúne intervenciones de distintas voces, por así decir, no epistolares; se alternan cartas, entradas de diario, fragmentos de discursos públicos, documentos oficiales y testimonios literarios; la obra parece un collage de muy diversos emisores y enunciados en el que se refleja muy expresivamente el ajetreo, la inquietud y el desamparo de la época. En todo caso constituye ya un subgénero limítrofe".
La forma epistolar agrega mayor realismo a una historia al imitar el funcionamiento de la vida real y muestra puntos de vista diferentes sin necesidad de recurrir al narrador omnisciente que aparecerá con la novela realista burguesa del siglo XIX. Y se acerca mucho a la novela psicológica moderna y a la llamada "escritura autobiográfica", donde el narrador es sujeto y a la vez partícipe en el argumento. Así ocurre con novelas compuestas en forma de diario, como El curioso incidente del perro a medianoche de Mark Haddon.
Existen dos teorías sobre la génesis de la novela epistolar. La primera afirma que el género se origina desde novelas que poseen cartas insertas en ellas cuando el intervalo que contiene la narración en tercera persona entre las cartas se va reduciendo gradualmente hasta desaparecer. La otra teoría afirma que la novela epistolar surgió de una mixtura de cartas y poemas unidas en su mayoría por una trama sentimental, amorosa. Ambas teorías parecen más válidas en conjunto que separadamente, pues se complementan. Así, la novela sentimental Cárcel de amor (c. 1485) de Diego de San Pedro es en parte epistolar, mientras que ya Proceso de cartas de amores de Juan de Segura (1548), la última novela sentimental en español, es ya enteramente epistolar.
Por otra parte, es importante señalar una circunstancia definitoria en cuanto al cronotopo del género: la novela epistolar es, en términos de la retórica antigua, un sermo absentis ad absentem, es decir, una comunicación diferida tanto en el tiempo como en el espacio. El emisor/autor escribe en un lugar y momento distintos de aquellos en los que se realizará la recepción/lectura. Otras veces la estructura epistolar funciona como un marco, casi siempre autobiográfico, como ocurre en Historia calamitatum de Pedro Abelardo, en el Lazarillo de Tormes o en La familia de Pascual Duarte, de Camilo José Cela.
Por otra parte, no son estrictamente hablando novelas epistolares los epistolarios que se utilizan como pretexto para un discurso ensayístico-didáctico o lírico. En el primer caso se encuentran Séneca (Epistulae morales ad Lucilium) y en el segundo Ovidio (Heroides) u Horacio (Epistulae), aunque Horacio se incorpora al primer grupo con su Epistula ad Pisones o Arte poética, que es en realidad un tratado de intención didáctica. 
Este tipo de correspondencia erudita y en cierto sentido ensayística vuelve a cultivarse con frecuencia en el Renacimiento empezando con Francesco Petrarca (Lettrae delle cose familiari) o el español Antonio de Guevara (Cartas familiares) y lo encontramos también en el barroco (Cartas filológicas de Francisco Cascales) y en el siglo XVIII (Cartas eruditas y curiosas, de Benito Jerónimo Feijoo); también en Francia, por ejemplo, con Blaise Pascal, (Lettre écrite a un provincial par un de ses amis), Rousseau (Lettre a M. de Malesherbes) o Voltaire (Cartas inglesas). En cuanto a la epístola o carta lírica, en español suele recurrir a los tercetos encadenados y más raramente al endecasílabo blanco; Juan Boscán (Epístola a Mendoza), Francisco de Aldana (Epístola a Arias Montano) o la Epístola moral a Fabio de Andrés Fernández de Andrada, por no mencionar la Epístola satírica y censoria de Francisco de Quevedo, ya en el siglo XVII.

## Historia
Desde la época clásica grecorromana se han transmitido colecciones de cartas en prosa o en verso. Pero la narrativa inspirada por el afán de autoanálisis y cierto «confidencialismo» y «confesionalismo» literarios aparecen con el antropocentrismo del renacimiento, donde pueden espigarse los primeros ejemplos del género, y ya son representativos del prerromanticismo europeo, pues entre 1785 y 1788 se escriben más de cien novelas epistolares, según Claudio Guillén.
El primer ejemplo español (y europeo) de novela íntegramente escrita en forma de cartas es Proceso de cartas de amores (1553) de Juan de Segura, aunque ya había ensayado el procedimiento parcialmente Diego de San Pedro en sus novelas sentimentales. Otras novelas epistolares en español son Cartas marruecas (1789) de José Cadalso, Cornelia Bororquia (1799) de Luis Gutiérrez, Pepita Jiménez (1874), de Juan Valera, La incógnita (1889) y La estafeta romántica (1899) de Benito Pérez Galdós y Mrs Caldwell habla con su hijo (1953) de Camilo José Cela.
También la novela epistolar es demostrada por otro español, cuando en el segundo libro Don Quijote en los capítulos donde Sancho carta a Teresa Panza, su mujer, informándole de que se ha vuelto gobernador de la ínsula Barataria.
Durante el siglo XVIII, la novela epistolar se hizo popular en la cultura anglosajona con dos obras del moralizante Samuel Richardson Pamela o la virtud recompensada (1740) y Clarissa (1748). Siguieron Tobias Smollett con su Humphry Clinker (1771), de matiz picaresco, y Evelina (1778) de Frances Burney, costumbrista, entre otras. Desde Inglaterra, pero también con raíces autóctonas, se extendió al continente europeo, compitiendo en la cultura francesa con la Julia, o la nueva Eloísa (1761) del suizo Jean-Jacques Rousseau, pretexto para que el autor exponga sus ideas sobre el matrimonio y la educación. Más allá del sentimentalismo prerromántico, Goethe usó el género para expresar la desesperación romántica (Die Leiden des jungen Werthers / Las penas del joven Werther, 1774), en lo que fue imitado por Ultime lettere di Jacopo Ortis / Últimas cartas de Jacopo Ortis (1802) del italiano Ugo Foscolo. Una novela psicológica muy penetrante y realista, disección de la ideología libertina, fue la del francés Pierre Choderlos de Laclos Les Liaisons dangereuses / Las amistades peligrosas (1782). El género alcanzó incluso a la novela gótica con los populares Frankenstein (1818) de la inglesa Mary Shelley y Drácula (1897) del irlandés Bram Stoker.
La novela epistolar es un recurso narrativo que permite cierto análisis psicológico, por lo que fue utilizado a veces por los narradores románticos, como Las penas del joven Werther (1774) de Goethe o Lady Susan (última década del siglo XVIII) de Jane Austen. La literatura rusa tiene una excelente ejemplo en la primera novela de Fiódor Dostoyevski, Pobres Gentes, escrita entre 1844 y 1846, cuando el autor tenía veinticinco años de edad. Las cartas son escritas por Makar Aleksiéyevich y por Varvara Dobroselov.

## Novelas con correos electrónicos
Las nuevas tecnologían han propiciado que se hayan escrito novelas basadas en el intercambio de correos electrónicos. En español, pueden citarse Acoso textual (1999) del ecuatoriano Raúl Vallejo fue una de las pioneras de esta técnica. y El corazón de Voltaire (2005), del puertorriqueño Luis López Nieves. También el escritor salvadoreño Carlos Anchetta usó esta técnica en su novela El pagano adolescente (2021).

## Cronología de novelas epistolares
- Siglo I d. C.: Heroidas, de Ovidio (cartas en verso de famosas heroínas).
- Siglo II d. C.: Cartas de Quion de Heraclea, anónima (supuestas cartas del famoso tiranicida Quión que cuentan su historia).
- Siglo II d. C.: Cartas de pescadores, campesinos, parásitos y cortesanas, de Alcifrón.
- 1115: Ex epistolis duorum amantium / De las cartas de dos amantes, de Eloísa y Pedro Abelardo, y su Historia calamitatum, también en forma de carta.
- 1492: Cárcel de Amor, de Diego de San Pedro.
- 1548: Proceso de cartas de amores de Juan de Segura.
- 1669: Les lettres portugaises / Cartas de una monja portuguesa, atribuida a Gabriel-Joseph de La Vergne, conde de Guilleragues.
- 1684-1687: Love Letters Between a Nobleman and His Sister / Cartas de amor entre un noble y su hermana de Aphra Behn, 3 vols.
- 1721: Lettres persanes / Cartas persas, de Montesquieu.
- 1740: Pamela o la virtud recompensada de Samuel Richardson.
- 1741: Shamela de Henry Fielding.
- 1747: Lettres d'une Péruvienne / Cartas de una peruana de Françoise de Graffigny.
- 1748: Clarissa de Samuel Richardson.
- 1761: Julie, ou La nouvelle Héloïse / Julia o La nueva Eloísa de Jean-Jacques Rousseau.
- 1774: Las penas del joven Werther de Johann Wolfgang von Goethe.
- 1775-1781: Las amistades peligrosas de Pierre-Ambroise-François Choderlos de Laclos.
- 1789: Cartas marruecas, de José Cadalso.
- 1789: The power of Sympathy... de William Hill Brown.
- 1794: Lady Susan, de Jane Austen.
- 1797: Hiperion, o El eremita en Grecia, de Friedrich Hölderlin
- 1798: Últimas cartas de Jacopo Ortis de Ugo Foscolo.
- 1804: Oberman, de Étienne Pivert de Senancour
- 1818: Frankenstein de Mary Shelley.
- 1841-1842: Mémoires de deux jeunes mariées, de Honoré Balzac.
- 1846: Pobres gentes de Fedor Dostoievski.
- 1848: La inquilina de Wildfell Hall de Anne Brontë.
- 1869: Historia de una alondra de Giovanni Verga.
- 1874: Pepita Jiménez de Juan Valera.
- 1897: Drácula de Bram Stoker.
- 1899: La estafeta romántica de Benito Pérez Galdós.
- 1900: Le Journal d'une femme de chambre / Diario de una camarera de Octave Mirbeau.
- 1938: Paradero desconocido de Katherine Kressmann Taylor.
- 1941: Cartas de una novicia de Guido Piovene.
- 1942: Cartas del diablo a su sobrino, de C. S. Lewis.
- 1948: The Ides of March / Los idus de marzo, de Thornton Wilder.
- 1966: Flores para Algernon, de Daniel Keyes.
- 1975: El ingeniero, de Juan Rodolfo Wilcock.
- 1983: Las cartas de amor de un sexagenario voluptuoso de Miguel Delibes.
- 1985: El color púrpura de Alice Walker.
- 1986: La caja negra, de Amos Oz.
- 1993: El jardín de las dudas de Fernando Savater.
- 1997: Nubosidad variable, de Carmen Martín Gaite.
- 1999: The Perks of Being a Wallflower / Las ventajas de ser un marginado de Stephen Chbosky.
- 1999: La amigdalitis de Tarzán, de Alfredo Bryce Echenique.
- 1999: Tú serás mi cuchillo de David Grossman.
- 1999: Querida hija, de Germán Gullón.
- 1999: Acoso textual, de Raúl Vallejo.
- 2003: El curioso incidente del perro a medianoche, de Mark Haddon.
- 2007: Donde el corazón te lleve, de Susanna Tamaro.
- 2009: Querido Hamid, hermano lejano de Anna Russo.
- 2021: Los días perfectos de Jacobo Bergareche.